# St.-Ulrich-und-Levin-Kirche

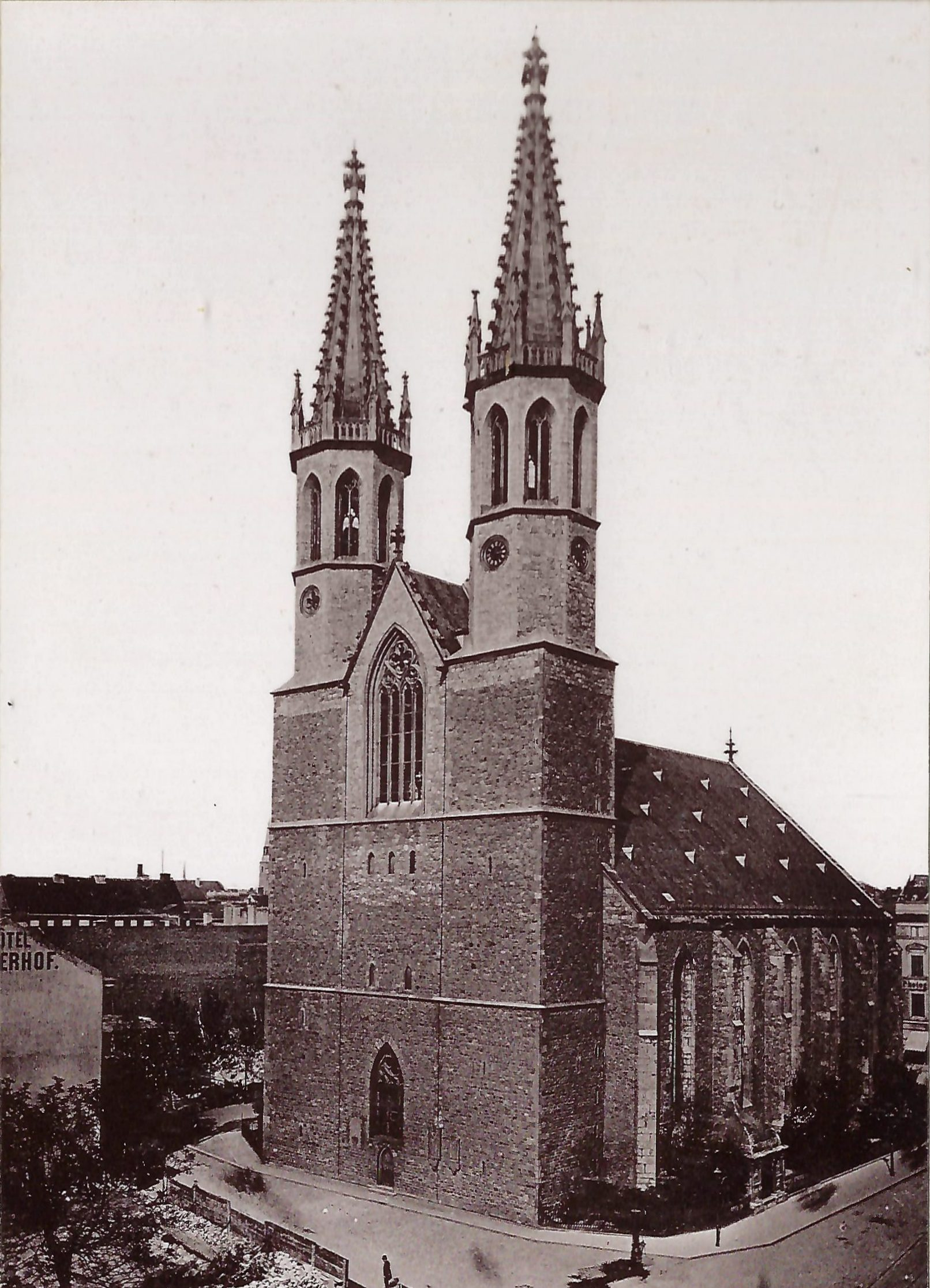
Ulrichskirche, vor 1890

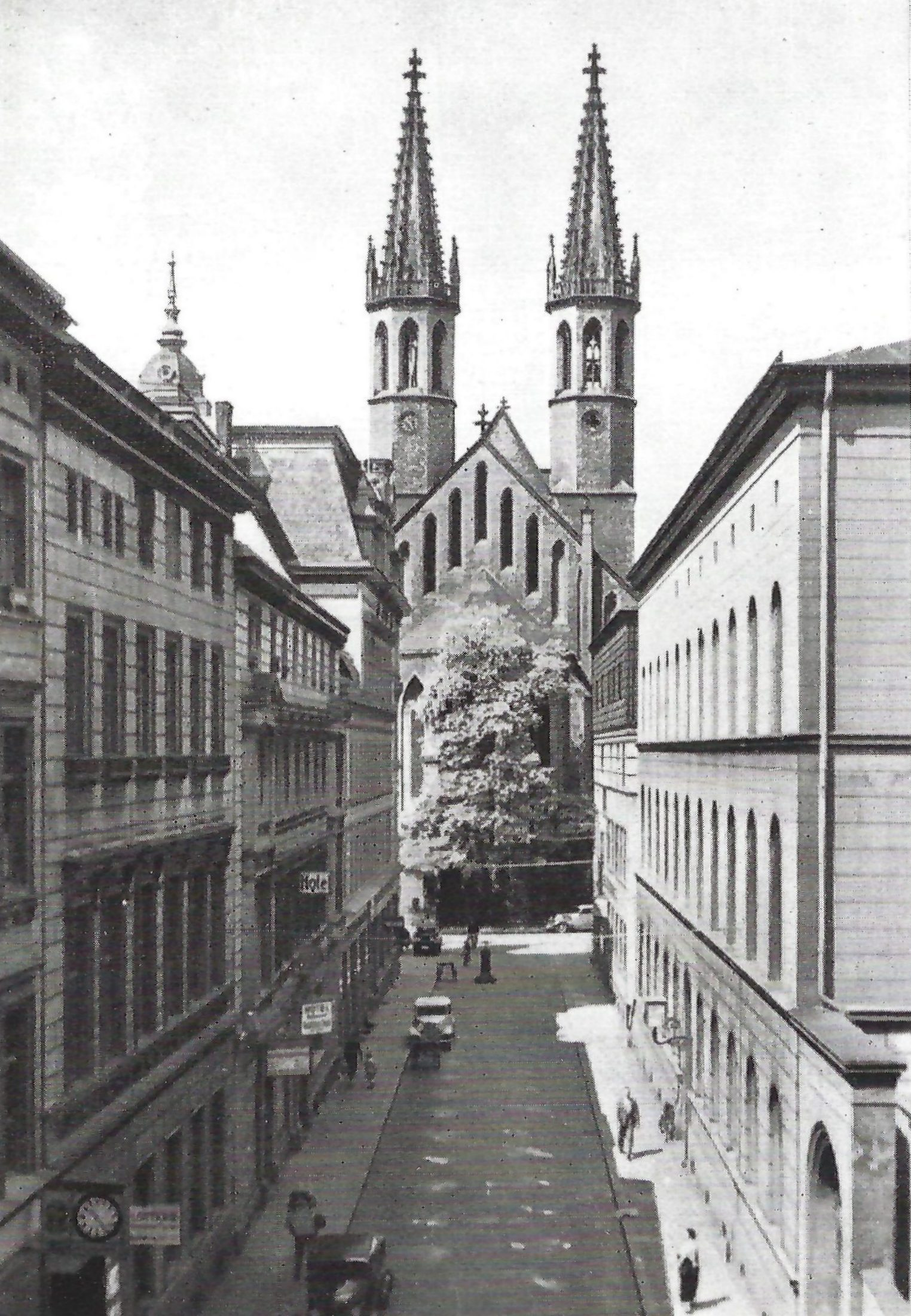
Blick durch die Neue Ulrichstraße auf den Chor der Ulrichskirche

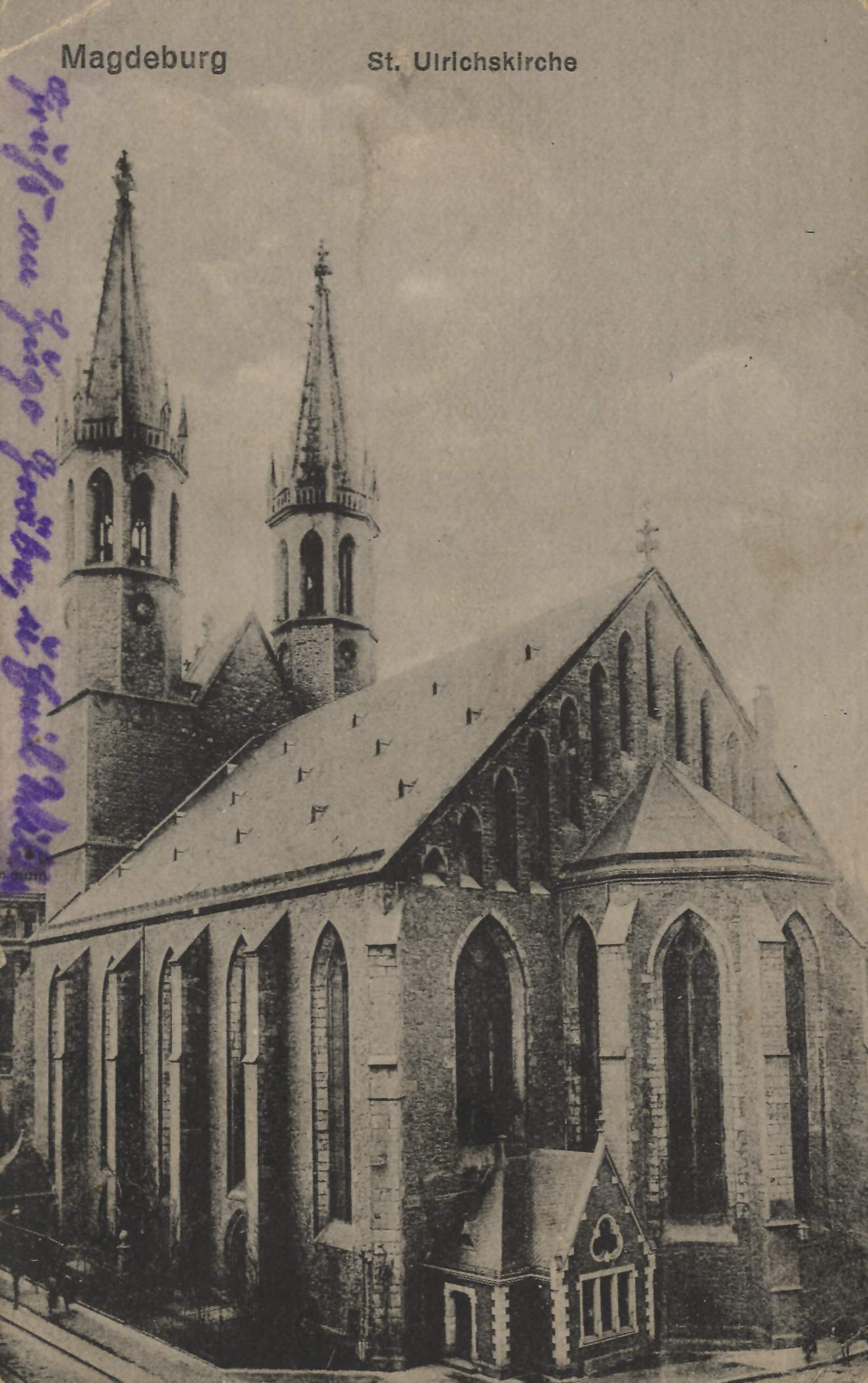
Die Kirche auf einer Ansichtskarte von 1917

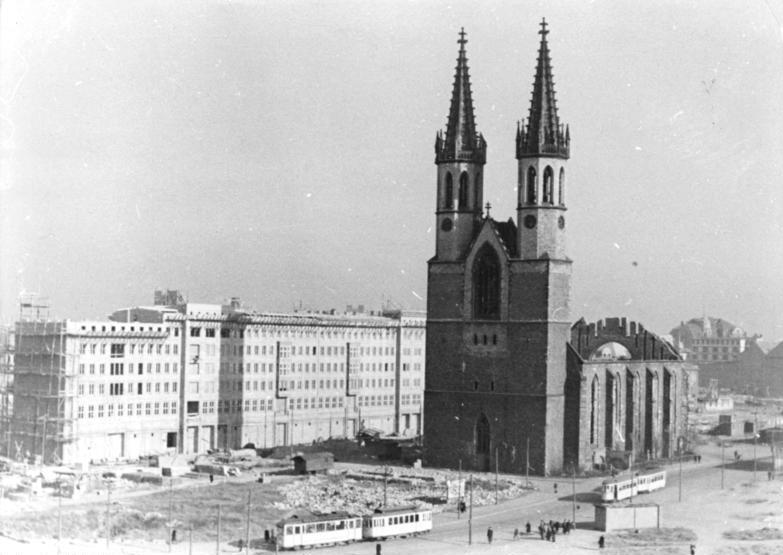
Die Kirche im Februar 1954

Die St.-Ulrich-und-Levin-Kirche, kurz Ulrichskirche genannt, war nach St. Johannis die zweitälteste Pfarrkirche und ein Wahrzeichen Magdeburgs. Nach erlittenen Zerstörungen im Zweiten Weltkrieg wurde die Ruine trotz Wiederaufbaufähigkeit 1956 gesprengt.

## Lage
Die Ulrichskirche, wie sie auch genannt wurde, befand sich in der Alten Ulrichstraße, die 1998 in Ulrichplatz umbenannt wurde. Ihre Fundamente liegen unter einem Blumenbeet am Nordrand der Grünfläche. Die Nordfassade der Kirche schloss in etwa mit dem Fußweg der Ernst-Reuter-Allee ab, der Chor (Ostfassade) stand gegenüber dem heutigen Bronzemodell und der Gaststätte „Alex“. West- und Südfassade werden heutzutage von Rasenflächen definiert. Der große Springbrunnen befindet sich deutlich südlich des alten Originalstandortes der Kirche.

## Geschichte
Es wird vermutet, dass die Ulrichskirche im ersten Drittel des 11. Jahrhunderts entstand. Bereits um 1022 wurde in Magdeburg erstmals eine St.-Ulrichs-Gemeinde schriftlich erwähnt. Die Gründung der Kirche wird häufig mit dem von 1012 bis 1023 erfolgten Bau der Geroschen Stadtmauer in Verbindung gebracht. Als Namenspatron wird Bischof Ulrich von Augsburg angenommen. Unklar ist, ob die Kirche zunächst als Filialkirche bestand. Der erste Bau war vermutlich eine einfache Holz- oder Fachwerkkirche. Die Fundamente und Turmgeschosse dürften aus Stein gewesen sein. Denkbar ist, dass zuvor eine kleine dem Heiligen Ulrich geweihte Kapelle bestand. Der Propst des Magdeburger Doms hatte das Patronatsrecht und konnte daher die Geistlichen der Ulrichskirche in ihr Amt berufen.
Bei einem Stadtbrand im Jahr 1188 brannte auch die Ulrichskirche nieder. Nach dem Wiederaufbau wurde die Kirche auch dem Heiligen Levin, der hauptsächlich in Flandern verehrt wurde, geweiht. Flandrische Kaufleute waren in die Region Magdeburg eingewandert. Die erste urkundliche Erwähnung des doppelten Namens datiert zwar erst aus dem Jahr 1464; es wird vermutet, dass die Widmung bereits deutlich früher, möglicherweise bereits gegen Ende des 12. Jahrhunderts erfolgte. Die erste urkundliche Erwähnung der Ulrichspfarrei stammt aus dem Jahr 1197, die des Ulrichskirchhof als Olriken kerkove von 1330, wobei angenommen wird, dass der Friedhof bereits deutlich früher bestand und sich vermutlich nördlich der Kirche befand und dann nach Osten und Süden erweitert wurde.
In der Gemeinde der Ulrichskirche hatten wohlhabende Kaufleute großen Einfluss, nachdem zunächst aufgrund der Lage am Westrand der Stadt wohl Landwirtschafttreibende dominiert hatten. Die wiederaufgebaute Kirche entstand auf den Fundamenten des Vorgängerbaus vermutlich als einschiffige Saalkirche mit zwei aus Stein errichteten Türmen. Es wird angenommen, dass die bis 1956 bestehenden unteren drei Turmgeschosse auf diese Bauphase zurückgingen.
1349 wurde das Patronat dem Propst des Klosters Unser Lieben Frauen übertragen. Die Kirche unterstand somit dem Orden der Prämonstratenser. Bereits durch eine vom Papst Bonifatius IX. ausgestellte Urkunde vom 8. Mai 1401 wurde das Patronatsrecht jedoch dem Domkapitel übertragen. 1461 erlangte wieder das Kloster Unser Lieben Frauen die Verfügungsgewalt, wobei das Domkapitel mehrfach versuchte Ansprüche geltend zu machen.
1425 richtete die Stadt Magdeburg aufgrund einer Teuerung bei den Getreidepreisen in einem rückwärtigen Gebäude der Sankt-Ulrich-Pfarre ein Kornmagazin ein, aus dem heraus Getreide an die Einwohner verkauft wurde.
In den Seitenschiffen der Kirche bestanden diverse Nebenaltäre, die auf private Stiftungen zurückgingen. Das Kopialbuch der Kirche des Jahres 1542 wies zehn solche Nebenaltäre aus. Sie waren den Heiligen Martin, Barbara, Petrus, Andreas, Levin, Anna, Katharina, Johannis Evangelista, den heiligen drei Königen und den elftausend Jungfrauen geweiht. Das Retabel von Johannis Evangelista ist auch heute noch erhalten und befindet sich in der Wallonerkirche. Die letzte Stiftung eines solchen Altars vor der Reformation ist für das Jahr 1464 überliefert. Die Brüder Hönbode stifteten damals den Sankt-Annen-Altar. Es war üblich, dass im Zusammenhang mit der Stiftung auch jeweils für eine eigene Stellung eines Geistlichen Sorge getragen wurde. Diese sogenannten Altaristen bzw. Vikare versahen die seelsorgerische Betreuung des jeweiligen Altars. Im 15. Jahrhundert waren so neben dem eigentlichen Pfarrherrn an der Ulrichskirche auch zehn Altaristen und noch weitere zwei Geistliche tätig.
Eine besondere Rolle spielte die Kirche in der Zeit der Reformation. Im September 1524 wurde Nikolaus von Amsdorf, ein enger Vertrauter Martin Luthers, Prediger an Sankt Ulrich und zugleich Superintendent von Magdeburg. Von hier aus trieb Amsdorf die Reformation in Magdeburg voran. Nach der Besetzung Wittenbergs durch kaiserliche katholische Truppen im Jahr 1547 flohen viele Gelehrte der Universität Wittenberg nach Magdeburg. Im Pfarrhaus Sankt Ulrichs verfassten sie hunderte Streitschriften gegen den Kaiser und für den Protestantismus. Hierher rührt der für die Stadt häufig gebrauchte Beiname Unseres Herrgotts Kanzlei. Pfarrer in dieser Zeit waren Matthias Flacius und Johann Wigand.

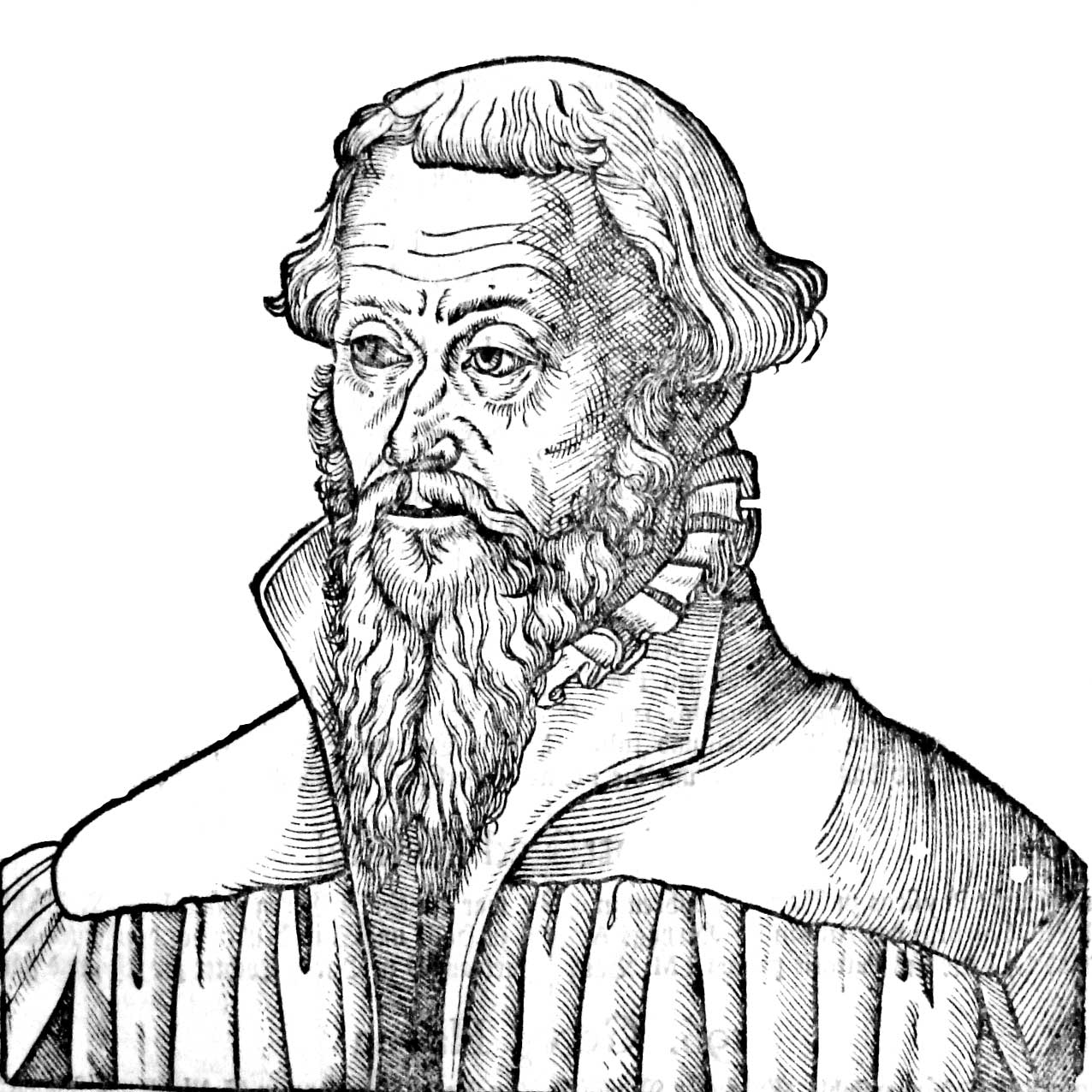
Nicolaus Gallus

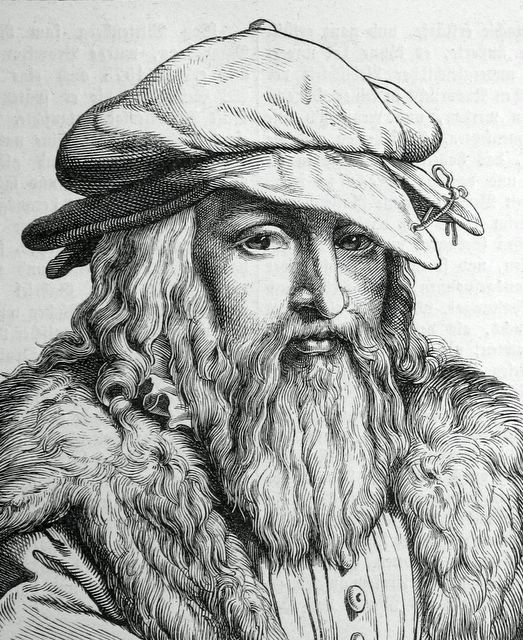
Georg Rollenhagen

Auch Nicolaus Gallus und Matthäus Judex waren hier tätig. Flacius und Wigand sollen während der Belagerung der Stadt in den Jahren 1550/51 mit dem Belagerer Moritz von Sachsen verhandelt und einen Anteil an dem für Magdeburg günstigen Ausgang der Auseinandersetzung haben.
Nach dem Ende der Belagerung entstanden in der Ulrichskirche, veranlasst durch Flacius und Wiegand, die Magdeburger Centurien, ein noch heute vielbeachtetes detailliertes Werk zur Kirchengeschichte.
Seit 1567 gehörte Georg Rollenhagen zur Ulrichsgemeinde. Der Schriftsteller und Rektor des Altstädtischen Gymnasiums wurde 1609 unter den Türmen der Kirche beigesetzt. 1607 richtete die Gemeinde vor dem Ulrichstor einen weiteren Friedhof ein, vor allem für arme Mitglieder der Gemeinde. Der später als Theologe und Domprediger bekannt gewordene Reinhard Bake erhielt 1610 eine Anstellung als Diakon in der Ulrichskirche. Der als deutscher Nationalökonom zu Ansehen gelangte Christian Gilbert de Spaignart war ab 1620 Pastor an der Ulrichskirche.
Bei der Zerstörung Magdeburgs im Dreißigjährigen Krieg wurde auch die Ulrichskirche beschädigt. Der Wiederaufbau erfolgte von 1648 bis 1656. 1655 wurde der Komponist Malachias Siebenhaar zweiter Prediger an der Kirche. Balthasar Kindermann war ab 1672 als erster Prediger in der Ulrichskirche tätig; Johann Joachim Wolf war hier Diaconus (Prediger) von 1685 bis 1706.

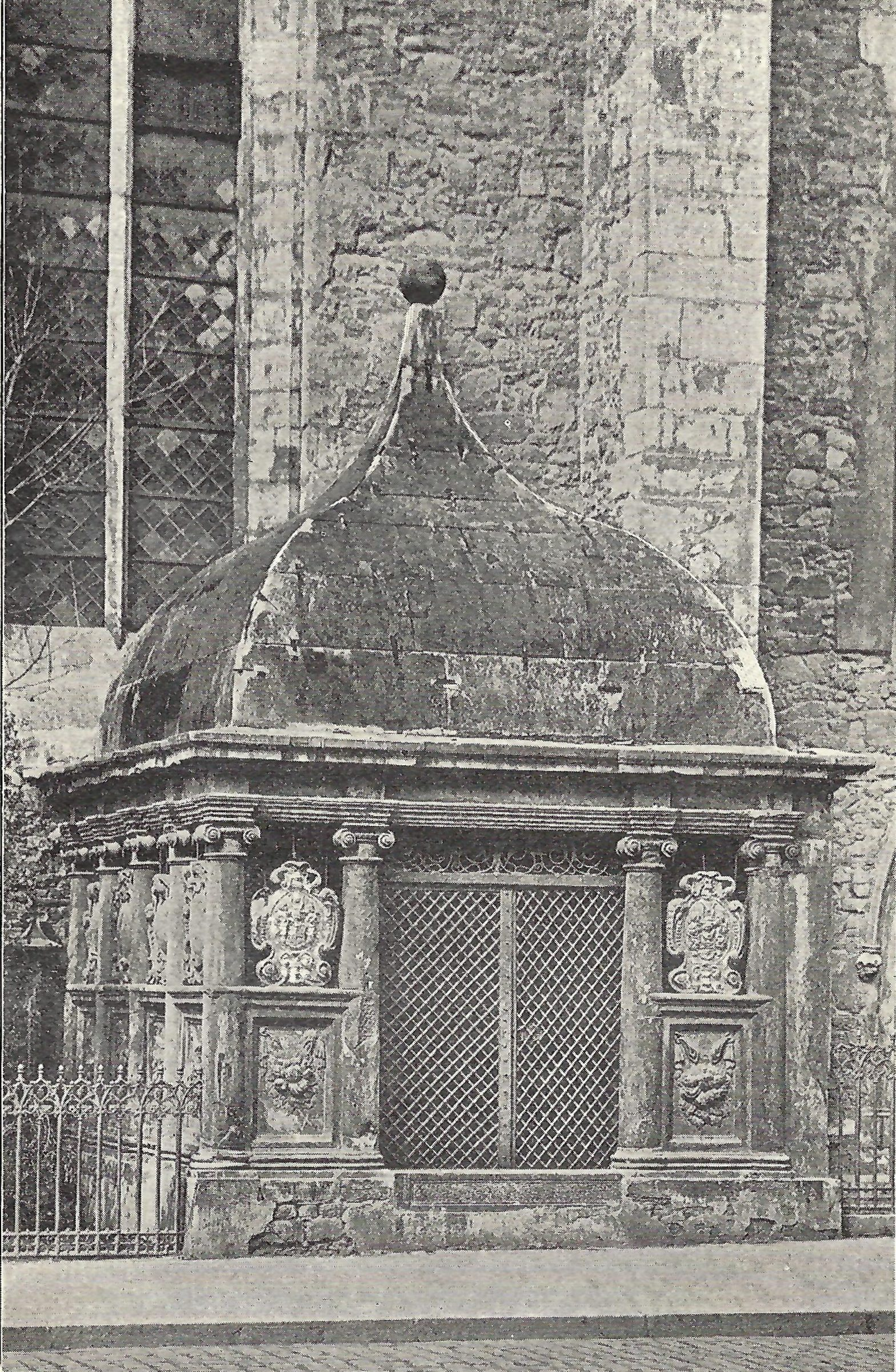
Wredekapelle, 1902 oder früher

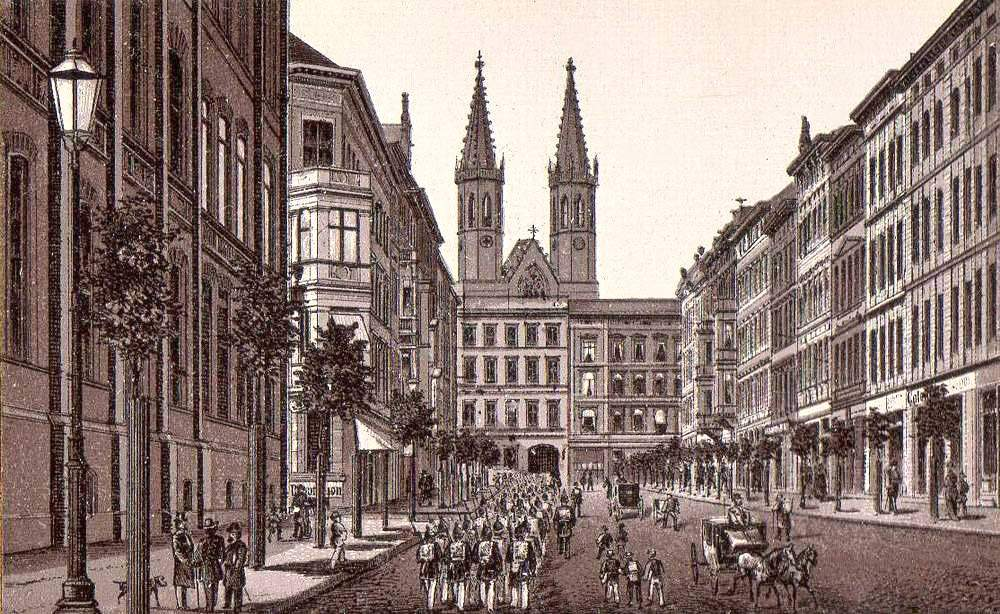
Wilhelmstraße mit Blick auf die Türme der Ulrichskirche, Zeichnung aus der ersten Hälfte des 19. Jh.

Aus einer Stiftung des 1678 verstorbenen Kaufmanns Matthias Wrede wurde an der Südseite der Kirche die Wredekapelle angebaut.
1699 wurde durch den bekannten Orgelbauer Arp Schnitger eine Orgel in der Ulrichskirche eingebaut, die drei Manuale, Pedal und 48 Register besaß. Ihr prachtvoller Prospekt schmückte die Kirche bis zu ihrem Untergang.
1713 wurde der Bildhauer Severin Gottlieb Ziegenbalg hier beerdigt. Im Jahr 1742 wurde Otto Nathanael Nicolai Diakon an der Ulrichskirche. August Mühling wurde 1823 Organist an der Ulrichskirche, bis er 1843 die Organistenstelle am Magdeburger Dom übernahm.
Am 9. Juni 1861 brach infolge eines Blitzschlages ein Feuer aus. Das Dach, die beiden Türme und ein Teil des Gewölbes in der Nähe der Türme wurden zerstört oder stark beschädigt. Das Kircheninnere erlitt kaum Schäden, so dass bereits am 14. Juli 1861 wieder ein Gottesdienst stattfinden konnte. Der endgültige Wiederaufbau, vor allem der Türme, zog sich bis 1866 hin. Dabei wurden die beiden Türme neogotisch umgestaltet. Ein Dachreiter auf dem Kirchenschiff wurde nicht erneuert.
1899 setzte Wilhelm Rühlmann ein neues Orgelwerk mit drei Manualen und 45 Registern in das Gehäuse der Schnitger-Orgel. 1899/1900 wurden die an den Ecken der Kanzel befindlichen Figuren in das Provinzialmuseum umgesetzt und durch neue Figuren ersetzt.

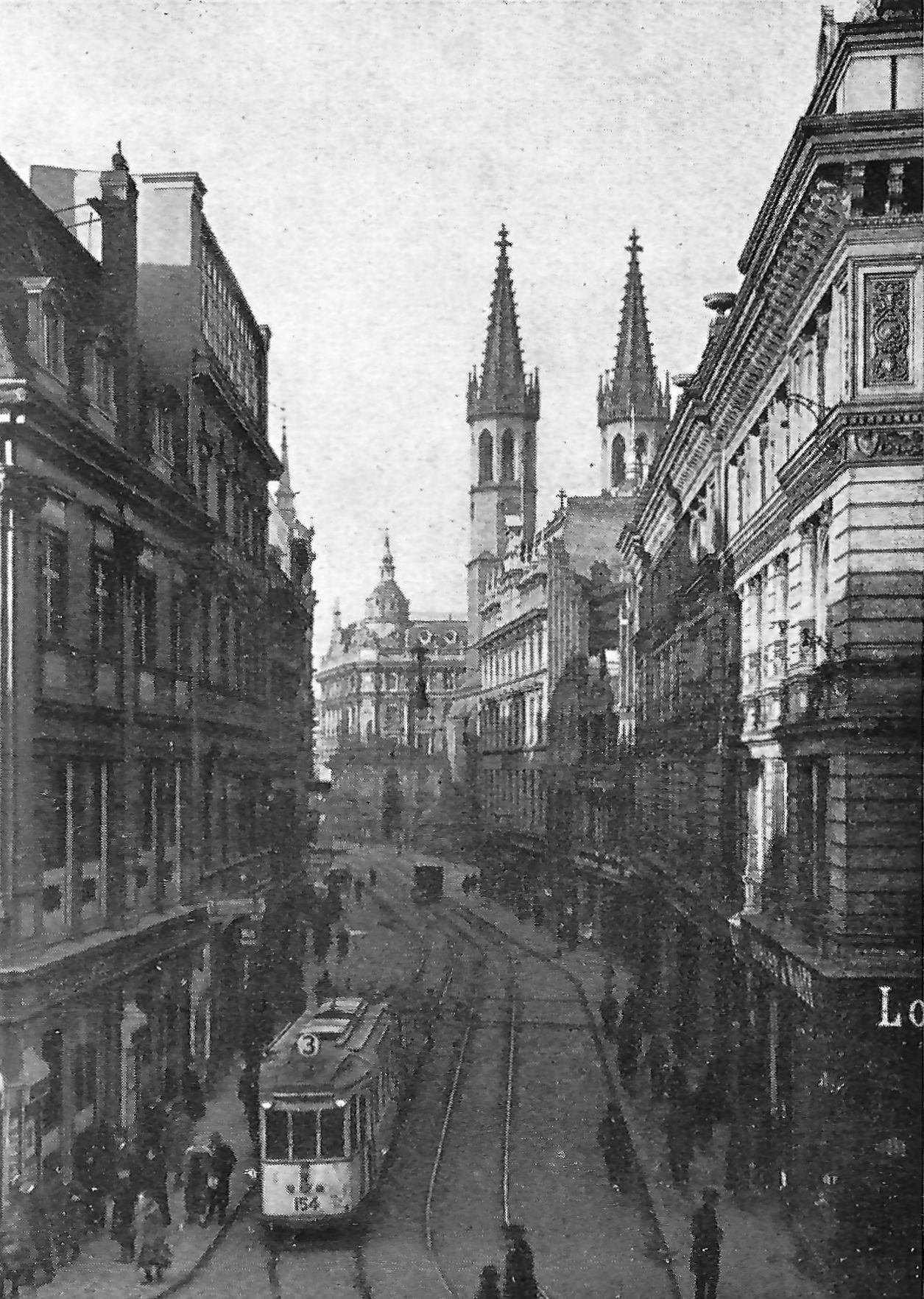
Blick durch die Alte Ulrichstraße auf die Ulrichskirche in den 1920er Jahren

Am 6. November 1928 hielt Günther Dehn, auf Einladung des seit Ende 1922 als Pfarrer an der Ulrichskirche tätigen Oskar Zuckschwerdt, im Gemeindehaus der Ulrichskirche einen folgenreichen Vortrag über „Kirche und Völkerversöhnung“. Er bejahte zwar das Recht des Verteidigungskrieges und lehnte die Kriegsdienstverweigerung ab, stellte jedoch unter anderem die Errichtung von Kriegerdenkmälern in Kirchen in Frage. Dehns Äußerungen wurden dahingehend aufgefasst, dass er die Ansicht vertrete, Soldaten seien Mörder. Dies verursachte große Empörung in der Öffentlichkeit.
Bedeutung erlangte die Kirche in der Zeit der nationalsozialistischen Gewaltherrschaft. Zuckschwerdt trat der Bekennenden Kirche sowie dem Pfarrernotbund bei. Er wurde überregional bekannt, als er am 17. März 1935 den Juden Albert Hirschland taufte. Hirschland wurde am 20. April 1935 unter dem Vorwurf der Rassenschande verhaftet. Die antisemitische Zeitschrift Der Stürmer griff Zuckschwerdt massiv an. 1937 wurde Zuckschwerdt unter dem Vorwurf des Kanzelmissbrauchs und wegen Vergehen gegen das Sammlungsgesetz angeklagt. Nach mehreren Monaten Untersuchungshaft wurde das Verfahren gegen ihn 1938 eingestellt. Zuckschwerdt wurde 1946 Propst des Sprengels Magdeburg.
Beim Luftangriff auf Magdeburg am 16. Januar 1945 blieben die charakteristischen Doppeltürme und die Westfassade komplett erhalten. Dach und Gewölbe des dreischiffigen Kirchenschiffs stürzten ein, nur die Außenwände und die gotischen Pfeiler blieben stehen.
Am 20. April 1950 wurde beschlossen, die bis dahin selbständigen altstädtischen Kirchengemeinden Sankt Ulrich und Levin, Sankt Katharinen, Sankt Jakobi, Sankt Petri und Heiliggeist zur Altstadtgemeinde zu vereinigen, da nach der Kirchenverfassung jede Gemeinde eine Predigtstätte haben musste, viele der Gemeinden jedoch durch die Kriegszerstörungen keine intakten Gebäude hatten. Die Landesregierung von Sachsen-Anhalt bestätigte diese Entscheidung am 1. Oktober 1950, womit die Vereinigung in Kraft trat. Diese Entscheidung war innerhalb der Kirche, vor allem auch beim Propst, auf Bedenken gestoßen, da man negative Wirkungen für den Bestand der gemeindelosen Kirchengebäude befürchtete. Tatsächlich wurde die 1944 teilzerstörte Lutherkirche 1951 abgerissen. Die ausgebrannte Deutsch-Reformierte Kirche wurde 1955 abgerissen.
Bei dem Wiederaufbau der Stadt der DDR, der im Sinne der Ideologie des Sozialismus unter Oberbürgermeister Philipp Daub bewusst mit der bisherigen Stadtgestaltung brach, wurde die Ulrichskirche als störendes Element gesehen und am 5. April 1956 gesprengt, obwohl ein Wiederaufbau in Kosten und Aufwand der Sprengung gleichgekommen wäre. Das freigewordene Areal wurde begrünt. Damit verlor Magdeburg ein Gebäude, das Stadtbild und Stadtgeschichte wesentlich mitgeprägt hatte. 1959 wurden zwei säkularisierte Kirchen abgerissen und drei weitere Kirchen gesprengt: Sankt Jakobi (ausgebrannt, Türme und Umfassungsmauern zu großen Teilen intakt), Martinskirche und Heilig-Geist-Kirche (Sankt Spiritus: 1948 bis 1950 wiederaufgebaut, wurde genutzt).
Am 20. Oktober 1960 wurde die Französisch-Reformierte-Kirche (1945 ausgebrannt) gesprengt und 1964 das Kirchenschiff Sankt Katharinen. Deren Türme wurden mittels Spitzhacke zurückgebaut.
Nach der deutschen Wiedervereinigung wurde das östlich gelegene Gebiet neu bebaut. Das dort errichtete Gebäude erhielt in Erinnerung an die ehemalige Kirche den Namen „Ulrichshaus“. Das Gelände, auf dem die Kirche stand, erhielt 1998 den Namen „Ulrichplatz“.

Ruine und Sprengung der Ulrichskirche 1956
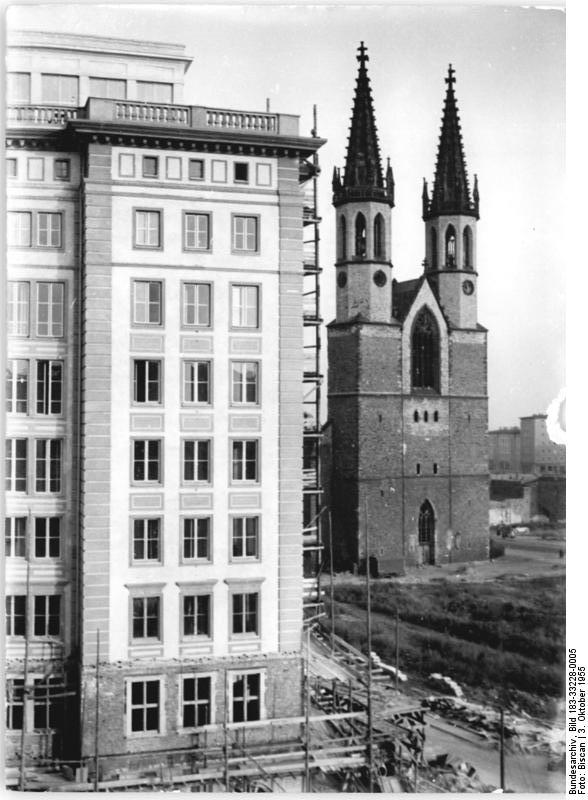
St.-Ulrich-und-Levin-Kirche und Neubauten in Magdeburg, 3. Oktober 1955
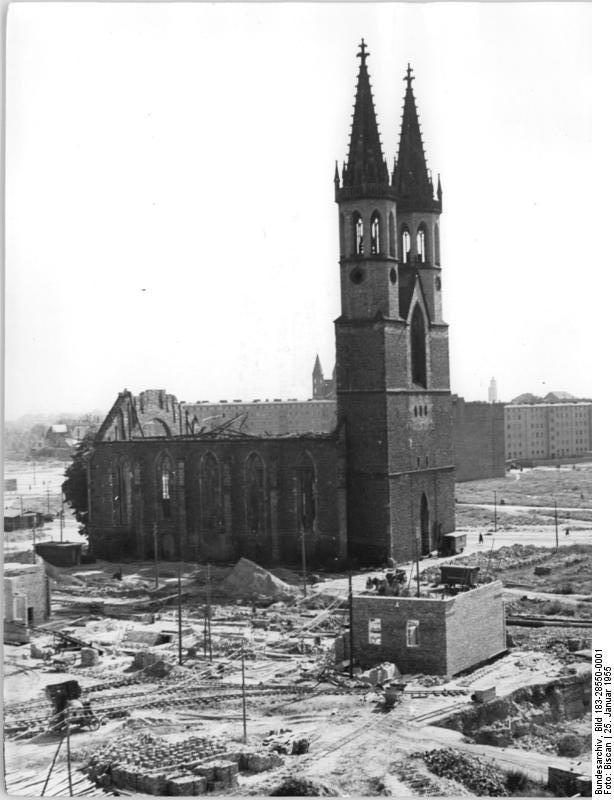
Ruine der Ulrichskirche, 1955
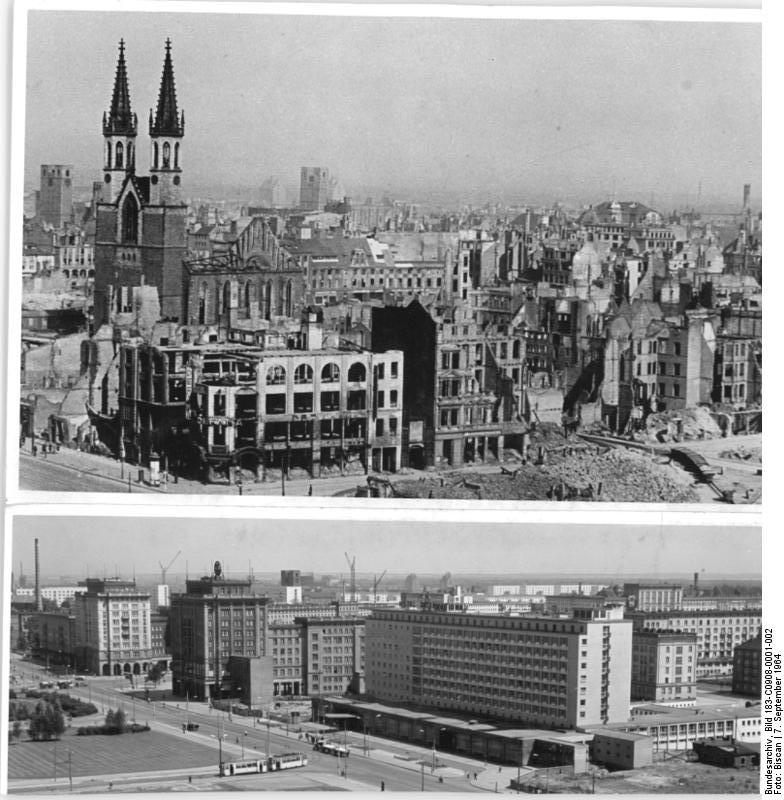
Ruinen der Innenstadt mit Ulrichskirche 1946; darunter Sicht auf die neue Bebauung im Jahr 1964

## Angestrebter Wiederaufbau

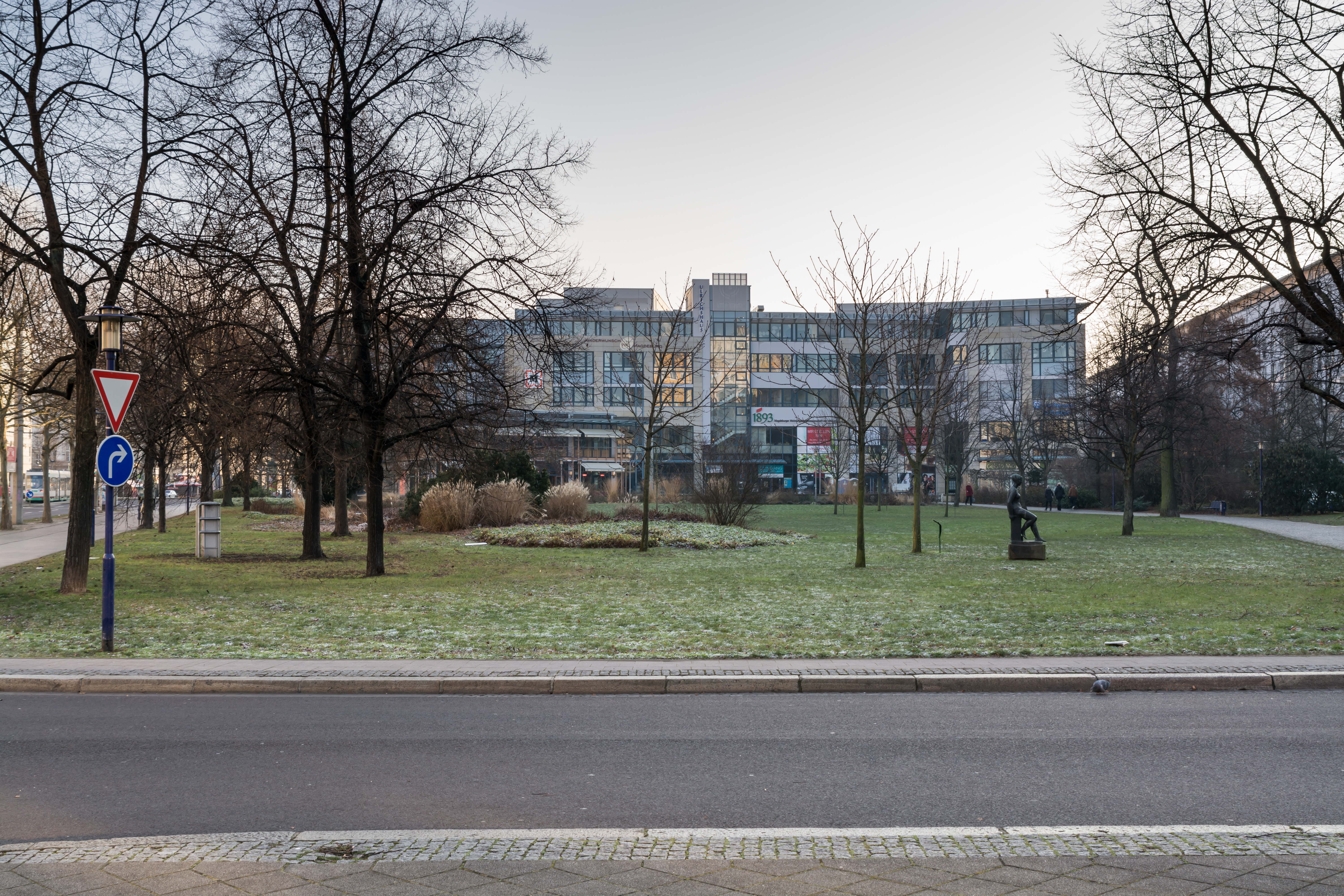
Früherer Standort der Ulrichskirche auf dem heutigen Ulrichplatz (links parallel zur Straße, Ansicht Dezember 2014)

Von privater Seite gibt es Bestrebungen, einen Wiederaufbau der Kirche zu initiieren. Am 31. Oktober 2007 gründeten ca. 60 Gründungsmitglieder in der Sankt-Johannis-Kirche das Kuratorium zum Wiederaufbau der Ulrichskirche. Das Kuratorium hat sich die Sammlung von Spenden zum Ziel gesetzt und strebte die Wiedereröffnung der Ulrichskirche zum 31. Oktober 2017, dem 500. Jahrestag von Luthers Thesenanschlag, als „Dokumentationszentrum des Protestantismus“ an. Die Initiative hat viele prominente Unterstützer, vor allem aus der Politik, und rückte durch einige öffentlichkeitswirksame Aktionen das Thema in das Bewusstsein der Bevölkerung. Die Zahl der Kuratoriumsmitglieder stieg auf über 300 an.
Der Oberbürgermeister von Magdeburg, Lutz Trümper, beantragte im Stadtrat, einen Bürgerentscheid zum Wiederaufbau der Ulrichskirche zu initiieren. Der Oberbürgermeister erklärte im April 2010: „Das ist aus meiner Sicht eine wichtige Gemeindeangelegenheit, die einen Bürgerentscheid rechtfertigt.“ Dieser Antrag verfehlte jedoch die notwendige Zweidrittelmehrheit. Dagegen stellte der Magdeburger Stadtrat am 24. Juni 2010 in Aussicht, das Vorhaben zu unterstützen und das Grundstück bis 2017 für einen Wiederaufbau der Ulrichskirche freizuhalten.
Daraufhin sammelte eine Bürgerinitiative mehr als 13.000 Unterschriften, um einen Bürgerentscheid in dieser Frage zu erzwingen, überwiegend mit der Motivation, auf diesem Wege einen Wiederaufbau zu verhindern. Der Stadtrat beschloss am 27. Januar 2011, den Bürgerentscheid parallel zur Landtagswahl in Sachsen-Anhalt 2011 am 20. März 2011 durchzuführen. Die Wahlbeteiligung lag bei 56,3 Prozent; 76 % der Wähler stimmten gegen den Wiederaufbau.

## Heutige Situation
Verschiedene Bestandteile der Ulrichskirche wurden an andere Orte verbracht. So ist ein Sandsteinretabel vom Nebenaltar des Evangelisten Johannes aus dem 14. Jahrhundert erhalten und befindet sich in der Magdeburger Wallonerkirche. Dort sind auch das Epitaph des Kaufmanns Hogenbogen von 1452, von Ludwig Aleman von 1543 und der Kartuschengrabsteins des Holzhändlers Konrad Schlüter von 1735 aufgestellt. Im Chor dieser Kirche befindet sich auch die Figur eines Harfe spielenden Engels, der zum Orgelprospekt der Ulrichskirche gehörte. An der Sankt-Johannis-Kirche wurde das Epitaph des 1575 verstorbenen Kindes Thomas Alemann befestigt. Ein weiteres Epitaph, das des 1547 verstorbenen Emeramus Scheiring, ist im Kreuzgang des Magdeburger Doms untergebracht. Die Turmuhr von 1880 wurde am 3. April 1956 ausgebaut und befand sich seitdem in der Sankt-Ambrosius-Kirche in Magdeburg-Sudenburg. Nach einer notwendigen Restaurierung stand das Uhrwerk ab Mitte 2013 in der Magdeburger Wallonerkirche. Seit dem 22. Juni 2016 wird das Uhrwerk im Jahrtausendturm des Magdeburger Elbauenparks ausgestellt.
Teile der Steine der gesprengten Kirche wurden bei der Errichtung von Bauten des Magdeburger Zoos verbaut. Nach dem Abriss solcher Bauten wurden Steine der Kirche, darunter auch Säulenteile, Kapitelle und Sandsteineinfassungen, geborgen und sind verwahrt. Es wird auch davon ausgegangen, dass die Grundmauern und die Unterkirche noch vorhanden sind.